# 戦争と政治
『戦争と政治』(War and Politics)とは、1973年にバーナード・ブロディによって発表された戦略研究である。

## 概要
ブロディは1950年代から研究されるようになった核戦略の領域で『絶対兵器』を1946年に発表した戦略研究者であり、またクラウゼヴィッツの『戦争論』英訳作業にも関わっている。
ブロディはベトナム戦争でのアメリカの戦略的失敗を受けてその原因を論考している。そしてアメリカがベトナム戦争を実施する理由として論じていたドミノ理論は実際には論拠薄弱であり、また実現可能な政治目的を設けてそれを達成するために必要な手段が使用されなかったことを原因として指摘している。これはクラウゼヴィッツの戦略思想である「戦争は他の手段をもってする政治の延長」という考えたかに反するものであった。この戦略思想を現実で実施するために政治家の役割が重要だと主張する。クレマンソーが述べたように、戦争は軍人だけに任せることはあまりに重大であると。
したがってブロディは政治的要素に配慮しながら政治家は軍を統制する文民統制が戦略の策定や戦争の政策では不可欠であると考える。